# Graeme Pollock
Pour les articles homonymes, voir Pollock.
Robert Graeme Pollock, dit Graeme Pollock, est un joueur de cricket international sud-africain né le 17 février 1944 à Durban. Ce batteur dispute vingt-trois test-matchs entre 1963 et 1970 avec l'équipe d'Afrique du Sud. Sa moyenne à la batte dans cette forme de jeu, 60,97, est la deuxième meilleure de l'histoire pour un joueur en fin de carrière, derrière les 99,94 de Donald Bradman.
L'Afrique du Sud est mise au ban du cricket mondial en 1970 à cause de l'Apartheid, ce qui interrompt sa carrière internationale. Il continue de jouer dans les compétitions nationales sud-africaine jusqu'à sa retraite sportive, en 1987. Il est désigné en 2000 « joueur sud-africain du XXe siècle » par la fédération de cricket de son pays, le United Cricket Board.

## Honneurs
- Un des cinq Wisden Cricketers of the Year de l'année 1966.
- Désigné « joueur sud-africain du XXe siècle » par le United Cricket Board[1].
- Membre de l'ICC Cricket Hall of Fame depuis 2009 (membre inaugural)[2].